# Ovodda

Ovodda (Ovòdda o Odda in sardo) è un comune italiano di 1 444 abitanti situato nella provincia di Nuoro in Sardegna.

## Geografia fisica

### Territorio
Ovodda è situata nella parte centrale della Sardegna, a sud del capoluogo di provincia Nuoro, ai piedi del monte Orohòle la cui sommità è chiamata punta Concósu (h 1.098 mt s.l.m.), sul versante occidentale del massiccio del Gennargentu, la principale catena montuosa dell’isola. Ha una superficie comunale di 42 km2 e confina con i comuni di Gavoi, Fonni, Desulo, Tiana, Teti e Ollolai.
Fa parte della partizione storico-geografica della Barbagia di Ollolai e del Bacino Imbrifero Montano (BIM) del fiume Taloro. Già inserita fino ai primi anni ‘2000 nell'ambito territoriale della Comunità montana “Barbagia Mandrolisai”, fa ora parte dell'Unione dei comuni della Barbagia. Attraversata dai fiumi Tino e Talòro, che confluiscono nel lago artificiale di Cucchinadòrza (capacità 20 milioni di m3, quota max 348 m s.l.m) la cui diga venne edificata negli anni 1958-1960.
Il lago costituisce il secondo invaso di un sistema composto anche dal lago di Gúsana a monte (60 milioni di m3 al max livello di 642,5 m s.l.m), e dal lago di Benzòne a valle (1,08 milioni di m3), comprendente in tutto 3 salti (condotte), 3 centrali idroelettriche e 2 stazioni di pompaggio, e che confluisce ancora più a valle con il lago Omodeo cui si collega anche il fiume Tirso.
A monte del lago sorse negli anni ‘60 l'ex "Villaggio Enel Taloro", dove fino agli anni ‘90 alloggiavano gli addetti alla diga e alla prima centrale elettrica (Taloro 1. salto da 41,6 MW); negli anni fra il 1972 e il 1978 venne scavata e installata in galleria sotterranea, all’interno del sovrastante Monte Pitzùri, la più grande centrale idroelettrica sarda - con 3 gruppi reversibili da 90 MW l’uno per 270 MW complessivi - collegata col sovrastante lago di Gusana tramite una stazione di pompaggio e una condotta che sfrutta il dislivello di circa 300 mt. tra i due bacini.

## Origini del nome
Il toponimo di Ovodda (derivato dagli originari "Ofòlla", “Ofholla”  e "Ovolla") è di origine oscura, verosimilmente legato alla serie dei nomi locali protosardi o latini.

## Storia
L'area fu abitata già sin dalle epoche neolitica, prenuragica e nuragica, testimoniate dalla presenza sul territorio di alcuni menhir o “Predas fhittas”, “Tombe di giganti”, numerose domus de janas e nuraghi con circostanti resti di insediamenti (1800 - 600 a.c).
Nel medioevo appartenne al giudicato di Arborea e fece parte della curatoria della Barbagia di Ollolai. Alla caduta del giudicato (1420) passò sotto il dominio aragonese e divenne un feudo.
Questo nel 1604 fu incorporato nel ducato di Mandas, che appartenne prima ai feudatari Maza e poi ai Tellez-Giron d'Alcantara, ai quali fu riscattato nel 1839 con la soppressione del sistema feudale voluta dai Savoia.
Parte del suo attuale territorio comunale apparteneva al villaggio di Oleri, situato tra Ovodda e Gavoi presso l'attuale chiesa rurale di San Pietro. Intorno alla prima metà del XV secolo Oleri venne colpito dalla peste, e i suoi abitanti si trasferirono a Ovodda, come testimoniato da un documento, già rilevato dal canonico Spano, in cui nel 1473, in presenza del marchese di Oristano donnu Leonardo Alagon, i villaggi di Ovodda e Gavoi si spartirono il territorio del villaggio ormai spopolato, in presenza di  donnu Andria Mele, uno dei suoi ultimi abitanti.

### Simboli
Lo stemma e il gonfalone del comune di Ovodda sono stati concessi con il Decreto del presidente della Repubblica del 16 giugno 2013.
Il gonfalone è un drappo di rosso.

## Monumenti e luoghi d'interesse

### Architetture religiose
Fra le architetture religiose si segnala la chiesa parrocchiale di san Giorgio, settecentesca, caratterizzata dal campanile in granito e, al suo interno, dalla statua lignea di San Pietro. Nella zona in cui si trovava l'antico villaggio di Olèri, poi abbandonato, si trova la chiesetta di San Pietro. Caratteristica è anche la chiesetta del Villaggio Taloro, situata in una collinetta punteggiata di pini e abeti sopra il lago di Cucchinadorza, cui conferisce un'aria da paesaggio alpino.

### Siti archeologici
Ovodda sorge in un'area che fu abitata fin dall'antichità, come testimoniano alcuni monumenti prenuragici e nuragici, quali i menhir di "Predas Fittas" e Domosnovas, importante villaggio abitato anche in epoca romana. Sono visitabili le domus de janas di "S'Abba Bohada" e "Ghiliddòe" e numerosi complessi nuragici, tra cui quelli di Campos, Orohòle, Ossèli, Su nodu 'e Lopène, Nieddío.

### Murales
A Ovodda sono stati dipinti in diversi periodi diversi Murales, molto particolari, presenti in vari punti del paese.

## Società

### Evoluzione demografica
Abitanti censiti

### Lingue e dialetti
La variante del sardo parlata a Ovodda è una forma particolare del nuorese barbaricino, parlato in 9 paesi della Barbagia di Ollolai, caratterizzata in particolare dall’uso del “colpo di glottide” o pausa glottidale, e della palatale. È stata studiata in particolare, nel secolo scorso, dagli studiosi tedeschi Max Leopold Wagner e Heinz Juergen Wolf.

### Sanità
A livello sanitario sono assicurati il servizio farmaceutico e il servizio di guardia medica, nonché il servizio ambulatoriale del medico di base. Il più vicino ospedale si trova a Sorgono (21 km di distanza), ma essendo ormai rimasto pressoché privo di servizi, i pazienti vengono da questo trasferiti a Nuoro (75 km da Sorgono).

## Cultura

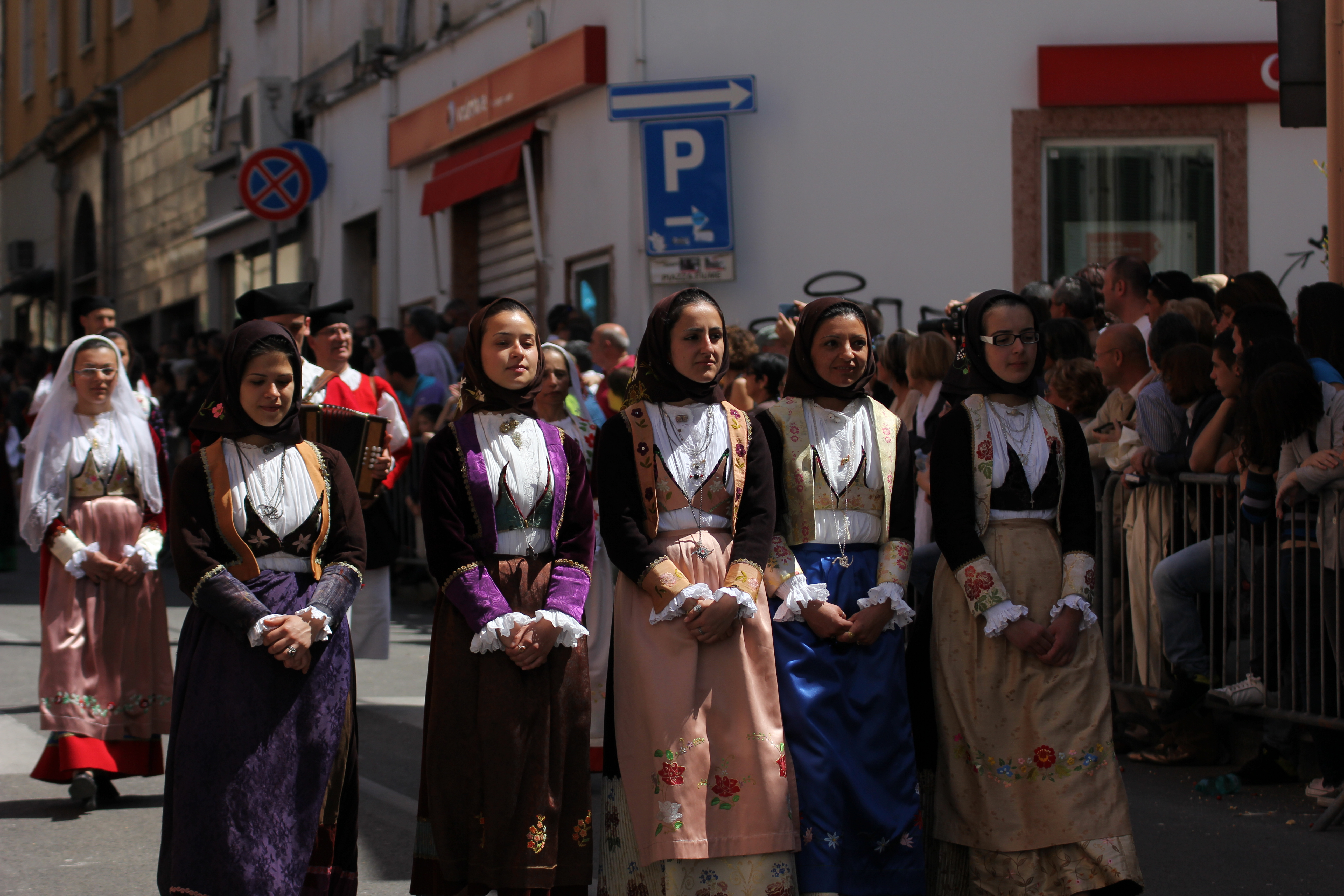
Costume tradizionale di Ovodda

### Istruzione
Le strutture scolastiche assicurano la frequenza delle classi materne, elementari e medie; per l'arricchimento culturale è presente la biblioteca civica. Le scuole superiori più vicine si trovano a Gavoi, Tonara e Sorgono.

### Film
Nel 1999 fu girato quasi interamente a Ovodda il film Arcipelaghi del regista Giovanni Columbu i cui protagonisti furono tutti attori non professionisti provenienti dai vari paesi barbaricini. Il film uscì nel 2001.

### Feste e tradizioni popolari
Tra le manifestazioni si segnalano: Me^uris de lessia, ovvero il mercoledì delle ceneri, caratterizzato dalla messa al rogo del pupazzo Don Conte, dopo aver subito il “processo” notturno; la festa di San Pietro, il 28, 29, 30 giugno, quella della Madonna dell'Assunta, il 15 agosto, e quella di San Giovanni il 24 giugno ed infine la festa del patrono, san Giorgio, si celebra il 23 aprile. In autunno si svolge la manifestazione Autunno in Barbagia, "Cortes Apertas", occasione per degustare i prodotti locali, e per visitare le case tradizionali con tanta ospitalità e allegria.

### I riti del Carnevale del "Me^uris de Lèssia"
Il carnevale a Ovodda si festeggia il Mercoledì delle Ceneri, "Me^uris de Lèssia", e costituisce un momento di forte identificazione della comunità con le proprie tradizioni secolari. Personaggio principale è Don Conte, fantoccio antropomorfo maschile, talvolta ermafrodito; indossa una larga tunica colorata da cui traspare una grossa pancia fatta di stracci che copre l'anima in ferro che lo sorregge. Il volto, che può cambiare di anno in anno, viene realizzato con scorze di sughero o cartapesta, baffi posticci ed altri simili elementi. Presenta genitali accentuati che, assieme al pancione, gli conferiscono un aspetto ridicolo e alimenta la vena satirica. Viene portato in giro per il paese su un carretto trainato da un asino e addobbato con ortaggi, pelli d'animali e altri oggetti stravaganti. Il suono di un campanaccio dà l'avvio ai festeggiamenti. Inizia così una grottesca processione alla quale si accodano tutte le persone che vogliono partecipare; non esistono percorsi obbligatori, il carretto che viene fatto vagare durante tutta la giornata per le vie del paese; non esistono regole, la gente può seguire il percorso, disperdersi in gruppi, perdersi e rincontrarsi; non esistono transenne che delimitano chi fa spettacolo da chi lo guarda. Il corteo che accompagna per le strade Don Conte è costituito da sos Intintos, uomini dalla faccia imbrattata di fuliggine, generalmente vestiti con stracci, abiti vecchi, lenzuola o coperte ma anche con lunghi pastrani di orbace nero o con gambali di cuoio e vestiti di velluto, abbigliamento tipico dei pastori barbaricini. Alcuni di loro, gli Intinghidores, hanno il compito di imbrattare con polvere di sughero bruciato, "tzintziveddu", il viso di coloro che incontrano lungo il cammino; il gesto rappresenta il rituale d'ingresso alla festa, di cui si accetta il caos e l'anarchia. Intanto in piazza è allestito un ricco banchetto e s'improvvisa, intorno al fuoco e al suono della fisarmonica, "su ballu tundu"; alcuni giovani vanno di casa in casa a chiedere la questua (si tratta di solito di beni alimentari come dolci, frutta e pietanze varie); le maschere, in groppa ad asini o tenendo al guinzaglio animali di ogni tipo, gironzolano per il paese, mentre urla, canti ritmati, strumenti occasionali e campanacci creano una forte confusione, tipica di questa manifestazione. L'arrivo del tramonto segna la fine di Don Conte che viene prima giustiziato, poi bruciato e infine gettato in un piccolo ponte alla periferia del paese. I festeggiamenti hanno fine dopo che viene gettato, i cittadini tornano nelle loro case con il ritorno alla vita normale si ristabilisce l'ordine.

#### Storia dell'evento
Sono diversi gli elementi che differenziano questo evento dagli altri carnevali barbaricini: non solo il fatto che si svolge il Mercoledì delle Ceneri, Mehuris de Lessìa, ma anche la totale assenza degli enti istituzionali nell'organizzazione dell'evento e la mancanza di qualsiasi tipo di propaganda. Il rifiuto della standardizzazione porta gli ovoddesi a recuperare in pieno la propria identità culturale; la manifestazione si deve alla spontaneità e alla creatività degli abitanti che partecipano attivamente alla creazione di questo "teatro estremo" rivivendo nel presente momenti del passato, spinti da un bisogno collettivo di ritrovare la memoria. Ma è anche una giornata dominata dalla trasgressione che permette alla comunità di esorcizzare in modo liberatorio, abbandonandosi ad urla, rumori assordanti, bevute collettive e danze, i cambiamenti e le trasformazioni sociali. Scarse sono le informazioni riguardanti le origini delle maschere del carnevale ovoddese. Si racconta di un uomo potente e temuto, Don Conte, che molti anni fa, in un tempo imprecisato, si impossessò di Ovodda. Solo dopo lunghi anni di soprusi, la comunità si ribellò giustiziandolo (sono molti i paesi sardi che concludono il carnevale con il processo e l'eliminazione del fantoccio). Gli ovoddesi da quel giorno rievocherebbero ogni anno l'episodio. È interessante dunque notare come, a differenza degli altri carnevali, a Ovodda non venga impersonato un dio che muore per poi rinascere ciclicamente, bensì venga raffigurato un fatto storicamente accaduto. Inoltre lo stesso fantoccio, Don Conte, nasce e muore il primo giorno di Quaresima, momento dedicato dalla Chiesa cattolica alla preghiera a al pentimento. Un tempo il Don Conte era rappresentato dallo "scemo del villaggio", oggi si utilizza un grosso fantoccio che viene condotto in giro per il paese a chiedere l'elemosina; terminato il giro, Don Conte viene portato nella piazza principale e quindi bruciato. Per quanto riguarda gli altri personaggi che animano questo carnevale, Sos Intintos, vestiti con stracci e abiti vecchi, e col volto imbrattato di tzintziveddu (polvere di sughero bruciato), rappresentano i sudditi soggiogati che celebrano la conquistata libertà. L'utilizzo del tzintziveddu viene collegato ad episodi di rivolta, probabilmente durante la dominazione spagnola, in quanto annerirsi il volto era un uso dei ribelli che dovevano mimetizzarsi nell'oscurità. Un tempo, il colore esclusivo di questa giornata era il nero e questa ricorrenza era riservata solo agli uomini che vestivano abiti vedovili e si abbandonavano a mille licenziosità. Nel corso degli anni la festa ha subito varie trasformazioni, sia nel modo di mascherarsi sia nel modo di dipingersi il volto, ma il cambiamento più importante riguarda la partecipazione delle donne al corteo.

## Economia
Il settore primario è presente con la coltivazione di ortaggi, foraggi, ulivi, viti e altri alberi da frutta e con l'allevamento di bovini, suini, ovini, caprini, equini e avicoli. Il territorio ha un’alta percentuale di bosco principalmente di lecci, roverelle e macchia. L'agricoltura e l’allevamento sfruttano un territorio con caratteristiche molto diversificate, comprendente terreni dolci e zone aspre, a un’altitudine che sale dai 300 metri s.l.m della valle del dino ai 1.267 metri s.l.m del Bruncu Foghilesu (Monte Mi’hinàri, verso il passi di Tascusí e il Gennargentu).
L'industria, discretamente sviluppata in particolare dagli anni ‘80 del secolo scorso, è costituita da aziende che operano nei comparti dell'agroalimentare, del sughero, della lavorazione del granito, dei laterizi, della produzione e distribuzione di energia elettrica (centrale idroelettrica del Taloro - Cucchinadorza) ed edile.
Tra le produzioni agroalimentari sono in forte sviluppo in particolare le produzioni tipiche del "pane 'e fressa", di "sas ispòlas" e dei dolci tipici ovoddesi, tra cui: fruttinas, puzzoneddos, lorighettas, pastinas, pistiddos.
Discreta la presenza dell’artigianato e del terziario. L'apparato ricettivo comprende diversi agriturismi e bed & breakfast, con buone possibilità di ristorazione, e una discreta disponibilità di posti letto.

## Amministrazione
| Periodo         | Periodo         | Primo cittadino      | Partito                                    | Carica  | Note   |
| --------------- | --------------- | -------------------- | ------------------------------------------ | ------- | ------ |
| 23 aprile 1995  | 27 aprile 1997  | Francesco Frau       | liste civiche di centro-sinistra           | Sindaco | [ 7 ]  |
| 27 aprile 1997  | 13 maggio 2001  | Piero Mattu          | liste civiche di centro-sinistra           | Sindaco | [ 8 ]  |
| 13 maggio 2001  | 28 maggio 2006  | Enzo Vacca           | liste civiche di centro-sinistra           | Sindaco | [ 9 ]  |
| 28 maggio 2006  | 15 maggio 2011  | Maria Cristina Sedda | lista civica                               | Sindaco | [ 10 ] |
| 15 maggio 2011  | 5 giugno 2016   | Maria Cristina Sedda | lista civica "Comunità e Sviluppo"         | Sindaco | [ 11 ] |
| 5 giugno 2016   | 11 ottobre 2021 | Maria Cristina Sedda | lista civica "Comunità e Sviluppo"         | Sindaco | [ 12 ] |
| 11 ottobre 2021 | in carica       | Ilenia Vacca         | lista civica "Impegno comune Ovodda 21-26" | Sindaco | [ 13 ] |

## Sport
Per gli amanti delle escursioni a piedi, a cavallo e in mountain bike sono presenti diversi percorsi in un territorio verdeggiante e boscoso, ricco d'acqua e di punti panoramici: alcuni sentieri discendono le valli dei fiumi Tino e Taloro a ovest del paese, verso i laghi del Cucchinadorza e di Gusana; altri salgono sulla parte montuosa a nord est, dove si ergono le cime di Orohòle (1.099 mt) e Mihinàri (1.267 mt), zone ricomprese nel territorio del Parco nazionale del Gennargentu.
Dal 2019 a cadenza mensile, ogni prima domenica del mese si svolgono escursioni, denominate “Dogh’andelas” nel territorio comunale, che comprende una grande varietà di biotopi, attraverso boschi, laghi, fiumi e sentieri di notevole interesse.